# I Saw What You Did (1988)
I Saw What You Did (bra: Eu Vi o Que Você Fez e Eu Sei Quem Você é) é um telefilme estadunidense de 1988, dos gêneros terror, suspense e drama, dirigido por Fred Walton, e estrelado por Shawnee Smith, Tammy Lauren, Candace Cameron, e Robert e David Carradine. O roteiro de Cynthia Cidre foi baseado no romance "Out of the Dark" (1964), de Ursula Curtiss.
O filme é uma refilmagem da produção homônima de 1965, dirigida por William Castle e estrelada por Joan Crawford.

## Sinopse
Três garotas, Kim (Shawnee Smith), Lisa (Tammy Lauren) e Julia (Candace Cameron), vão passar juntas a noite sozinhas numa fazenda isolada. Lá, elas começam a passar trotes telefônicos para pessoas diversas — sempre usando a frase "eu vi o que você fez, e eu sei quem você é" — até que uma dessas ligações cai na casa de um maníaco chamado Adrian Lancer (Robert Carradine), que começa a persegui-las.

## Elenco
- Shawnee Smith como Kim Fielding
- Tammy Lauren como Lisa Harris
- Candace Cameron como Julia Fielding
- Robert Carradine como Adrian Lancer
- David Carradine como Stephen Lancer
- Rosanna Huffman como Sra. Harris
- Jo Anderson como Robyn Griffin
- Bo Brundin como Sr. Marley
- Patrick O'Bryan como Louis
- Dana Gladstone como Sid
- Alan Fudge como Mark Fielding
- Susan Kellermann como Professora de Ginástica
- Robert Winley como Randy

## Produção
O roteiro de "I Saw What You Did" foi escrito por Cynthia Cidre e baseado no romance "Out of the Dark" (1964), de Ursula Curtiss. A escolha do elenco começou em maio de 1987, com Stack Pierce sendo escalado para um papel no filme. Em junho, Shawnee Smith e Tammy Lauren foram escaladas para os papéis principais. No mesmo mês, também foi anunciado que os irmãos da vida real Robert e David Carradine também haviam sido escalado para papéis principais, com Robert interpretando o vilão, e David o irmão dele. A escalação dos irmãos Carradine foi considerada uma indicação de que o papel interpretado por Joan Crawford no filme original seria diminuído na refilmagem. As gravações começaram no mesmo mês em vários locais de Los Angeles.

## Recepção
Em seu livro "Movie and Video Guide" (1993), o crítico de cinema Leonard Maltin refere-se ao filme como "brando", em comparação com o original de William Castle. Da mesma forma, em "Joan Crawford: The Essential Biography", os biógrafos Lawrence J. Quirk e William Schoell referem-se ao filme como "abismável", e o consideram inferior ao original.
O jornal The Scranton Times-Tribune criticou a direção de Fred Walton, afirmando que o filme reificou seu status de "cineasta B", e desaprovou a reciclagem de velhos temas utilizados em seu filme anterior, "When a Stranger Calls" (1979).
Em seu livro "Nightmare Movies: Horror on Screen Since the 1960s", Kim Newman argumenta que o filme foi responsável pela eventual criação da Dark Castle Entertainment, uma produtora que cria refilmagens de filmes de terror.

### Audiência
O filme foi ao ar em 20 de maio de 1988 na CBS, das 21h às 22h30. Durante sua transmissão, o filme recebeu uma audiência familiar de 11,5/21 de acordo com a Nielsen Media Research, ficando em segundo lugar na audiência, atrás apenas de "Rambo: First Blood Part II", que obteve 12,4. Isso significa que 11,5% de todos os lares com televisão assistiram ao filme, enquanto entre as famílias que assistiram à TV durante esse período, 21% delas estavam assistindo ativamente ao filme.